# Estación de autobuses de Elche
La Estación de autobuses de Elche es la terminal de transporte de viajeros por carretera de la ciudad española de Elche. Se encuentra situada en la Avenida del Alcalde Vicente Quiles, 8, cerca del centro de la ciudad, en las inmediaciones de la estación de Elche-Parque de ferrocarril y del campus de Elche de la Universidad Miguel Hernández.
Desde la terminal, Elche tiene conexiones con múltiples destinos de España mediante líneas regulares de autobuses interurbanos hacia ciudades de autonomías como Castilla-La Mancha, Murcia, Madrid, Cataluña, o Andalucía, además de tener conexiones con las principales ciudades de la Comunidad Valenciana, con diferentes municipios de la provincia de Alicante y con sus pedanías incluyendo el Aeropuerto.

## Historia
La estación fue inaugurada en 1982, condiciendo con la celebración del  Mundial 82 de la que Elche fue sede. Hasta ese momento los distintos autobuses interurbanos con parada en Elche realizaban sus paradas en la Plaza Eras Santa Lucía, ya que la ciudad carecía de un edificio específico para estos servicios.

## La estación
La estación dispone de supermercado, gasolinera, lavadero de coches, aseos y de restaurante, este último próximamente explotado por Burger King.
Así mismo para los vehículos que efectúan parada en la estación, dispone de patio de maniobras y de 16 dársenas de estacionamiento con acceso a la zona de pasajeros para poder realizar el intercambio de los mismos. 
Cuenta con zona de estacionamiento para autobuses de servicio discrecional, usado por las diferentes empresas de la ciudad y por autobuses discrecionales de diferentes lugares de ámbito nacional e internacional que se desplazan a la ciudad por cuestiones turísticas.

## Empresas
Desde la Estación de Autobuses de Elche operan varias empresas, siendo las más importantes por número de viajeros:  Subús Vectalia, ALSA y Avanza.

## Servicios
| Autobuses de largo recorrido con parada en Estación de autobuses de Elche |                                                                                             |              |                          |
| Concesión                                                                 | Destinos                                                                                    | Parada       | Operador                 |
| VAC-055                                                                   | Almansa, Albacete, Mota del Cuervo, Quintanar de la Orden, Madrid                           | Dársenas 1-2 | ALSA                     |
| VAC-150                                                                   | Algeciras/Málaga/Granada/Almería-Denia/Gandía/Castellón/Tarragona/Barcelona                 | Dársenas 1-2 | ALSA                     |
| VAC-239                                                                   | Mula, Caravaca de la Cruz, Úbeda, Jaén                                                      | Dársena 3    | Interbús                 |
| VAC-250                                                                   | San Pedro del Pinatar, San Javier, Los Alcazares, La Unión, Cartagena                       | Dársena 3    | Bus Almería Madrid (BAM) |
| VAC-132                                                                   | Murcia, Santomera, Orihuela, Redován, Callosa del Segura, Cox, Granja de Rocamora, Albatera | Dársena 4    | ALSA                     |
| VAC-031                                                                   | La Font de la Figuera, Alberic, Valencia                                                    | Dársena 4    | ALSA                     |

| Autobuses de la Generalitat Valenciana con parada en Estación de autobuses de Elche | |            |                      |
| Conesión                                                                            | Destinos | Parada     | Operador             |
| CVA-023                                                                             | Aspe, Novelda, Elda, Petrer, Sax, Villena                                                                   | Dársena 5  | Grupo Subús Vectalia |
| CVA-014                                                                             | Torrellano, Alicante                                                                                        | Dársena 6  | Grupo Subús Vectalia |
| CVA-014                                                                             | Crevillente                                                                                                 | Dársena 7  | Grupo Subús Vectalia |
| CVA-024                                                                             | Santa Pola, Gran Alicante                                                                                   | Dársena 8  | Grupo Subús Vectalia |
| CVA-029                                                                             | Perleta, Valverde, Balsares, El Altet, Arenales del Sol                                                     | Dársena 9  | Grupo Subús Vectalia |
| CVA-090                                                                             | Catral, Dolores                                                                                             | Dársena 10 | Avanza Costa Azul    |
| CVA-027                                                                             | Las Bayas                                                                                                   | Dársena 11 | Grupo Subús Vectalia |
| CVA-002                                                                             | La Hoya, La Marina, Almoradí, Rojales, Algorfa, Benijófar, Ciudad Quesada, Guardamar del Segura, Torrevieja | Dársena 12 | La Inmaculada        |
| CVA-019                                                                             | Matola, Algoda                                                                                              | Dársena 13 | La Melillense        |